# ピーター・マンデルソン
マンデルソン男爵、ピーター・ベンジャミン・マンデルソン（英: Peter Benjamin Mandelson, Baron Mandelson、1953年10月21日 - ）は、イギリス労働党の政治家。2025年より駐米大使を務める。
元首相トニー・ブレアの参謀・黒子役として有名であり、その巧みなメディア操作から「スピン・ドクター」の異名をとった。

## 経歴

### 政界入りまで
オックスフォード大学の聖キャサリン校で政治・経済・哲学の学位を習得。労働党に入る前は、日本では『特捜班CI5』で有名なロンドン・ウィークエンド・テレビの番組「ウィークエンド・ワールド」のプロデューサーなどを務め、有力政治家とのインタビュー番組を手がけて評判をとっていた。
祖父に、戦時中内務大臣を務めたハーバート・モリソンがおり、元々政治への興味が強かった彼は、1979年にロンドン・ランベスの区議会議員に当選する。働きぶりが後の労働党党首・ニール・キノックの目にとまり、1975年から党本部の報道担当責任者としてスカウトされる。党の近代化に向け動き出していたトニー・ブレアと関係を深めたのもこの頃であり、ブレア、キノックらと協力し、党内左派の発言力を弱めるべく手腕を発揮した。

### ニューレイバーの黒子役
その後、1992年の総選挙で庶民院議員として立候補することを決断するが、党首キノックはマンデルソンの出馬に乗り気ではなかった。このとき彼の力となったのがトニー・ブレアで、マンデルソンはブレアの隣の選挙区であるハートルプール選挙区から出馬。ブレアは自分の選挙参謀をマンデルソンにつけたり、自宅の一室を貸し与えるなど、協力を惜しまなかった。このブレアによる援助もあり、初当選を果たす。
その後、トニー・ブレア、ゴードン・ブラウンらと共に「モダナイザー」と呼ばれる党近代化を目指すグループの筆頭格となり、「ニューレイバー」建設のために奔走する。キノック党首辞任後の党首選では、ブレア擁立こそ実現しなかったものの、党首選直後の日曜紙サンデー・タイムスに「待機中の労働党新リーダー」と銘打ってトニー・ブレアを取り上げさせるなど、着々と布石を打った。
1994年、党首ジョン・スミスが急死すると、モダナイザーグループからの党首候補者として、ブレアとブラウンのどちらかを推すのかという問題が現実的なものとなった。ここでのマンデルソンの行動ははっきりとはしないが、ブレア擁立のために水面下で動いていたことは確実である。多くの支持を取り付けたブレア陣営は党首選に勝利し、新党首に就任する。それまでブレア、ブラウン、マンデルソンの3人は同志的絆で結ばれていたが、これを機にマンデルソンとブラウンの仲は決定的に悪化してしまう。
1997年の総選挙で選挙キャンペーン・マネージャーとして労働党を大勝利に導いた。それ以来SPIN・DOCTOR（スピン・ドクター）の異名を持つ。

### 政権の表舞台へ

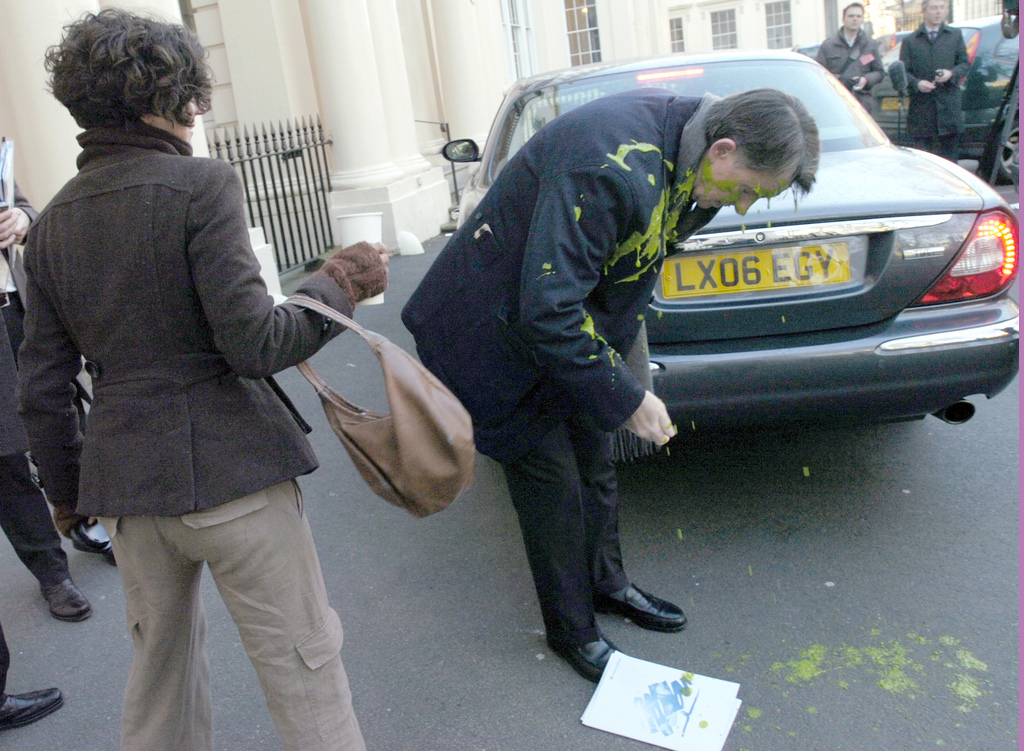
カスタードを投げつけられるマンデルソン

トニー・ブレア首相の腹心として貿易・産業相を務めるが、金銭がらみのスキャンダルで辞任。またこれは、ブラウンのスピン・ドクター・チャーリー・ウェランによるリークであるとされている。その後もモー・モーラムの後を引き継いで北アイルランド大臣になるが、インド人のイギリス市民権取得に絡むスキャンダルで再度辞任。
2004年にバローゾ新欧州委員長の下で、ブレア首相に推挙され欧州委員のメンバーになる（通商問題担当）。アメリカに槍玉にあげられたエアバスの補助金問題に取り組むほか、ドーハ・ラウンドの進展にも意欲的。欧州連合の農業関税の削減率を途上国提案である54％に近づけると主張（日本とスイスは反対している）。
2008年10月に不人気のブラウン首相に呼び戻され、民間企業・規制改革担当相になって金融危機で落ち込むイギリスの経済の再生に取り組む。同時に一代貴族として貴族院議員になる（イギリスでは下院議員か貴族院議員でないと閣僚になれないため）。
2009年3月6日、ヒースロー空港の拡張工事に反対する団体の女性から、緑色のカスタードを投げつけられる事件が発生。マンデルソンは後のテレビ出演で「彼女は緑色のスープのようなものを私の顔に浴びせようと必死で、何に抗議しているのか、私に言うことを忘れてしまったようだ。ともかく、ペンキじゃなくて助かった。こうして無事でいられたからね」と一蹴。ブラウン首相も、「彼がグリーン（環境保護主義者）かどうか疑う声もあるようだが、これではっきりした。彼はグリーンだ」とジョークで擁護した。
2009年6月5日の内閣改造で副首相に相当する「筆頭国務大臣」に任命され、同時に枢密院議長、新設のビジネス・イノベーション・技能大臣（ビジネス・企業・規制改革省とイノベーション・大学・技能省の合併省庁の主任大臣）に就任した。2010年の総選挙で労働党が敗北し、ブラウン首相が退陣したことに伴い、閣僚ポストを5月11日をもって退任。